# Asesinato de Marcelina Meneses y Joshua Torres
Marcelina Meneses (Cochabamba, 20 de febrero de 1970 - Avellaneda, 10 de enero de 2001) fue una mujer boliviana víctima de un ataque racista y xenófobo en Argentina que provocó su muerte y la de su bebé de 10 meses, Alejandro Joshua Torres, al ser arrojados de un tren en marcha. Los cuerpos sin vida de Marcelina y su bebé aparecieron cerca de las vías del ex Ferrocarril Roca, antes de llegar a la Estación Avellaneda. En 2012 se sancionó la Ley N° 4409/12 de la Ciudad de Buenos Aires, declarando el 10 de enero, como Día de las Mujeres Migrantes. El caso continúa impune. 

## Biografía
Marcelina había migrado a Argentina cinco años atrás, a los 25 años, con la expectativa de mejorar su situación económica y poder ayudar a su familia en Bolivia. En su país había quedado su hija Jimena, nacida con una enfermedad congénita de cadera. Marcelina quedó embarazada cuando tenía 17 años y el padre de Jimena murió en el sexto mes de gestación de la niña.
En Argentina residía en la localidad de Ezpeleta, trabajaba de repositora en un supermercado, y vivía con su esposo, el albañil Froilán Torres, con quien tenía dos hijos, Jonathan David, que tenía 3 años cuando Marcelina murió y Joshua Alejandro Torres, de 10 meses de edad, que falleció junto a su madre cuando fueron arrojados de un tren en marcha.

### Muerte
El 10 de enero de 2001 por la mañana Marcelina se dirigía al hospital Finochietto de Avellaneda, para ser atendida por un cuadro alérgico. Llevaba a su bebé en la espalda y muchas bolsas en los brazos. Subieron al tren en la estación de Ezpeleta e hicieron transbordo en la estación de Temperley.
Según relató Julio César Giménez (el único testigo que declaró en la causa): nadie había cedido el asiento a Marcelina, pese a que viajaba con su bebé, y al acercarse el tren a la estación de Avellaneda, Marcelina rozó con sus bolsas, sin intención, a un pasajero de unos 65 años de edad. Este la increpó con insultos xenófobos, sumándose después otros pasajeros. Se armó un tumulto hasta el punto que un guarda se habría ido del vagón excusándose en voz alta, diciendo "otra vez los bolivianos haciendo quilombo". Giménez declaró que posteriormente escuchó "que uno que estaba con ropa de Grafa le decía a un compañero: “¡Daniel, la puta que te parió, la empujaste!’”. Después, el tren se detuvo, Giménez bajó y recorrió cien metros hasta donde están los cuerpos: 

La empresa y la policía tomó intervención en el acto. Los que llegaron media hora larga después fueron los bomberos. Yo le dije a un policía de la Federal que había visto lo que pasó pero él me echó detrás de la valla.

### Investigación posterior
La causa quedó caratulada como "averiguación de causales de muerte". Durante meses se buscaron testigos del hecho, pero solo se contó con el testimonio de Giménez, quien declaró que sufrió presiones e intento de soborno de parte de la empresa TMR de ferrocarriles para que no testificara. La versión de la empresa fue que Marcelina caminaba por el sector de vías cuando fue "rozada" por el tren, lo que le provocó la muerte. Tiempo después, el testimonio de Giménez fue descalificado por el fiscal de la causa, Andrés Devoto, del departamento Judicial de Lomas de Zamora UFI N.º 1 y la causa fue cerrada y el caso continúa impune.

## Centro integral de la mujer Marcelina Meneses
Ese mismo año se creó el "Centro Integral de la Mujer Marcelina Meneses", abierto en la calle Charcas 5620 de Ezpeleta-Quilmes en lo que era la casa de Marcelina donde se encuentra su sede central que tiene subsede en Buenos Aires.
El centro está dirigido por Isabel Reina Torres, su cuñada, que a partir de lo que le pasó a Marcelina empezó a prepararse en temas de género y estudió en la Universidad de Quilmes. Actualmente, en forma de reparación por parte del Estado municipal, Torres se desempeña desde el año 2019 como Directora de Migraciones de la Municipalidad de Quilmes bajo la gestión de la intendenta Mayra Mendoza.
La misión de la organización y el centro es promover la defensa de derechos, la atención y el acompañamiento de las mujeres migrantes y sus familias, dentro su contexto territorial. Asimismo, brindan talleres y cursos abiertos a la comunidad.

## Día de las Mujeres Migrantes
En el año 2012 fue la legislatura de la Ciudad de Buenos Aires sancionó la Ley N° 4409/12, un proyecto presentado por la familia logró  instaura al 10 de enero como el Día de las Mujeres Migrantes. La fecha se extendió a distintas ciudades del país y actualmente existe un proyecto para convertirla en fecha nacional.